# Ru du Cuivre
Le ru du Cuivre est un affluent de l'Ouanne qui coule dans les départements de l'Yonne (Bourgogne) et du Loiret (Centre-Val de Loire), en France.

## Géographie
D'une longueur de 23 km, le ru du Cuivre prend sa source près du hameau Le Chêne de la Danse, sur le territoire de la commune de Champignelles dans l'Yonne (Bourgogne-Franche-Comté), et se jette dans l'Ouanne à Douchy dans le Loiret (région Centre-Val de Loire).
Remontant droit vers le nord sur tout son parcours dès sa source, il alimente l’étang de l'Ermite au sud du hameau de La Boucardière 2 km à l'ouest de Champignelles. À 500 m au nord de cet étang, se trouve un lieu-dit, L'étang du Cuivre, sans pièce d'eau. Plus au nord, il passe à l'ouest de l’étang du Dépôt, longe Les bois du Vieux Parc à l'est, et passe sur le territoire de la commune de Marchais-Beton en croisant la route du hameau du Petit-Grand-Chemin. Il passe ensuite par le hameau de La Chevalerie, longe les gouffres du lieu-dit Les Entonnoirs à environ 800 m au sud de Marchais-Beton, puis fait un détour vers l'ouest pour rejoindre une autre zone de gouffres à 200 m au sud de ce village. Le ru longe ensuite l'ouest du bourg, croise le sentier de grande randonnée (GR) 13 et passe sur le territoire de la commune de Chambeugle. Il passe par le hameau des Petits Garniers, longe Le bois du Bérouy, traverse la route départementale 16 à moins de 400 m à l'est de Chambeugle, puis délimite les territoires des communes de Chambeugle et de Fontenouilles sur environ 100 m. 

C'est à la fin de cette section de limite de communes, qu'il reçoit en rive gauche son affluent le ru des Entonnoirs. Ce dernier est ainsi nommé à cause des dolines de taille notable dans les environs de son cours.
Passant sur Fontenouilles, il longe la lisière ouest du bois Henry. Il sert de nouveau de limite entre les communes de Fontenouilles et de Chêne-Arnoult sur environ 1,4 km, puis dessert les hameaux de La Fontaine et du Vieux-Moulin. Après quoi, il passe sur la commune de Douchy où il arrose les hameaux La Vigne des Genêts et Le Gué de la Hubière avant de confluer avec l'Ouanne près des Carrats sur Douchy.

### Communes traversées
D'amont en aval,
dans l'Yonne
Champignelles ~ Marchais-Beton ~ Chambeugle ~ Fontenouilles ~ Chêne-Arnoult
dans le Loiret
Douchy

## Histoire
Le parcours complet du ru du Cuivre était autrefois inclus dans un couloir boisé allant de Melleroy presque jusqu'à Saint-Fargeau. Ce couloir boisé s'appelait alors la forêt de Burce (du gaulois brucus, la bruyère), et longeait à l'ouest la vallée de l'Ouanne. Il était traversé d'est en ouest par le chemin du sel de la Loire à l'Yonne, qui devait donc passer également le ru du Cuivre avant d'arriver à Ponessant, sur l'Ouanne, où se trouvait un péage propriété des moines de l'abbaye de Saint-Germain d'Auxerre. Cette traversée s'effectuait aux environs du bois actuel de Bérouy. Or le ru du Cuivre, dans cette zone, est assez encaissé dans sa vallée : les coteaux présentent un dénivelé d'environ 20 m sur une distance de moins de 100 m. Le chemin devait donc quitter la ligne droite et aborder cette côte en zigzag. Cette caractéristique a été à l'origine d'un déboisement plus rapide de cette zone, amorçant dans ce couvert boisé une trouée qui fut le prélude de la disparition progressive de la forêt.

## Hydrologie, géologie
Le substrat rocheux où coule le ru du Cuivre fait partie de l'ensemble du bassin parisien et est composé de craie avec une structure karstique. La craie marneuse du Turonien supérieur qui affleure sur les flancs de la vallée de l'Ouanne, se retrouve également au fond des entonnoirs tels que celui de la source du Moulin Blanc (voir dernier paragraphe). Le ru du Cuivre, qui a creusé le plateau moins profondément que l'Ouanne, ne montre que la couche du Coniacien faisant partie du Sénonien inférieur : une craie dense et riche en silex, d'une épaisseur totale d'environ 50 m. La décalcification de la craie au cours du temps, a amené la formation du réseau karstique qui affleure aux nord-est et nord-ouest de Marchais-Béton de chaque côté de la vallée du ru du Cuivre. Des alluvions plus récentes recouvrent partiellement le tout, mais de façon beaucoup plus réduite dans la vallée du ru du Cuivre que dans celles du Branlin et de l'Ouanne.
La vallée du ru du Cuivre est en conséquence marquée par la présence d'un certain nombre de dolines ou gouffres, dont les plus remarquables se trouvent au lieu-dit Les Entonnoirs mentionné ici plus haut. Les eaux du ru s'y écoulent et doivent les remplir avant de continuer à s'écouler le long de la vallée. Un effondrement de cette nature, de 6 à 7 m de diamètre pour 2 m de profondeur, s'est ouvert en 1979 à 700 m au nord-nord-est de Marchais-Béton, proche du ru du Cuivre.
Le ru des Entonnoirs, petit tributaire du ru du Cuivre à 800 m au nord-est de Chambeugle, présente lui aussi des dolines dans ses alentours.
Une étude des années 1970 a exploré l'entonnoir géologique par lequel sort la source du Moulin Blanc située dans la vallée de l'Ouanne à environ 600 m en amont (donc au sud) du moulin de Ponessant. Les pertes du ru du Cuivre, qui à cet endroit coule à environ 3 km à l'ouest de la vallée de l'Ouanne et de cette source, participent à l'alimentation de cette source. L'eau provenant de ces pertes du ru du Cuivre met 48 heures pour parcourir sous terre une distance minimale de 4 km avant d'atteindre la source du Moulin Blanc,. Par ailleurs, lors de la crue du 23 janvier 1979 le débit a atteint 1 m3/s au niveau de Marchais-Béton.

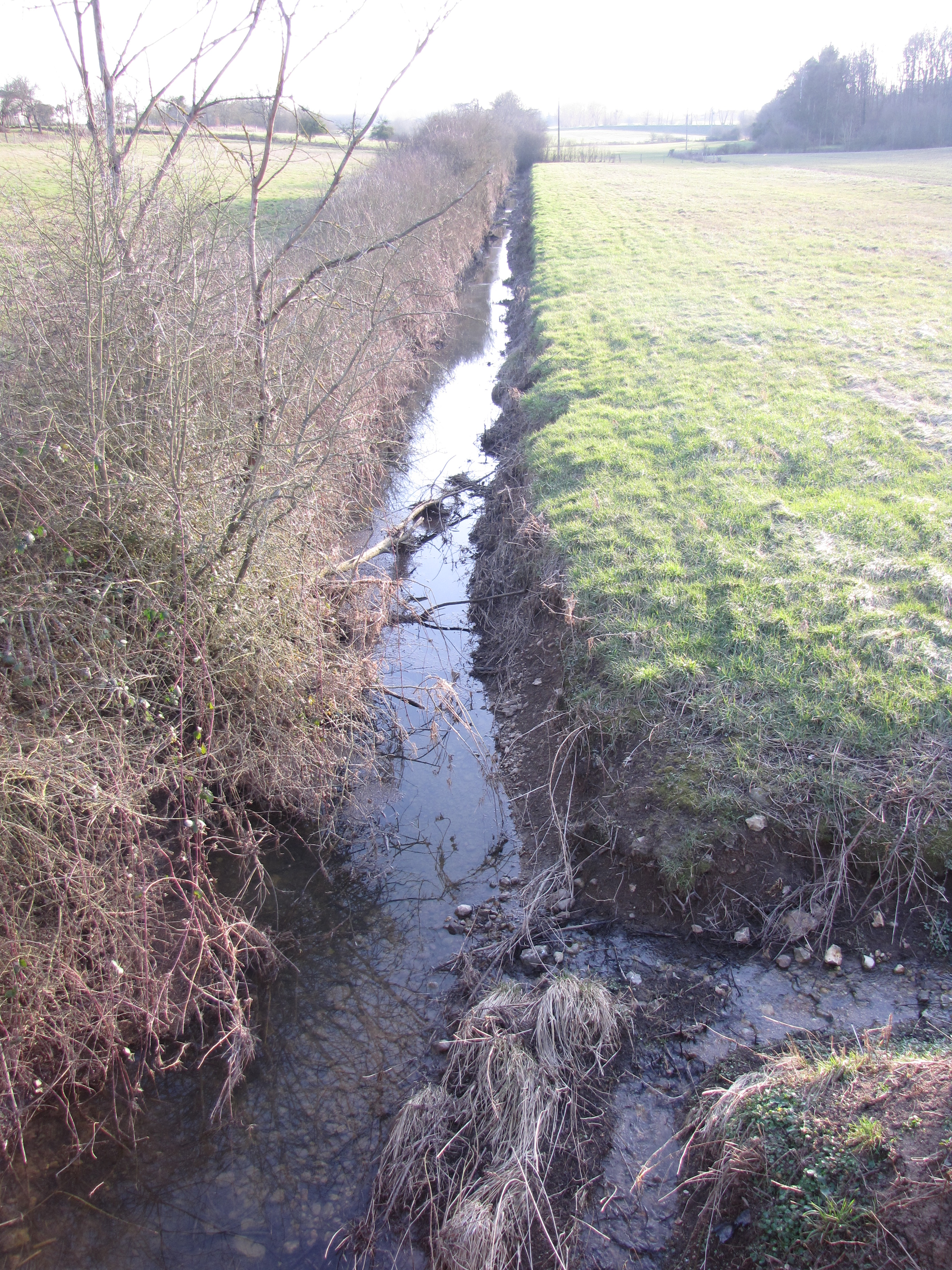
Marchais-Beton, pont de la D 57 (amont), 4 mars 2013, champ sec.
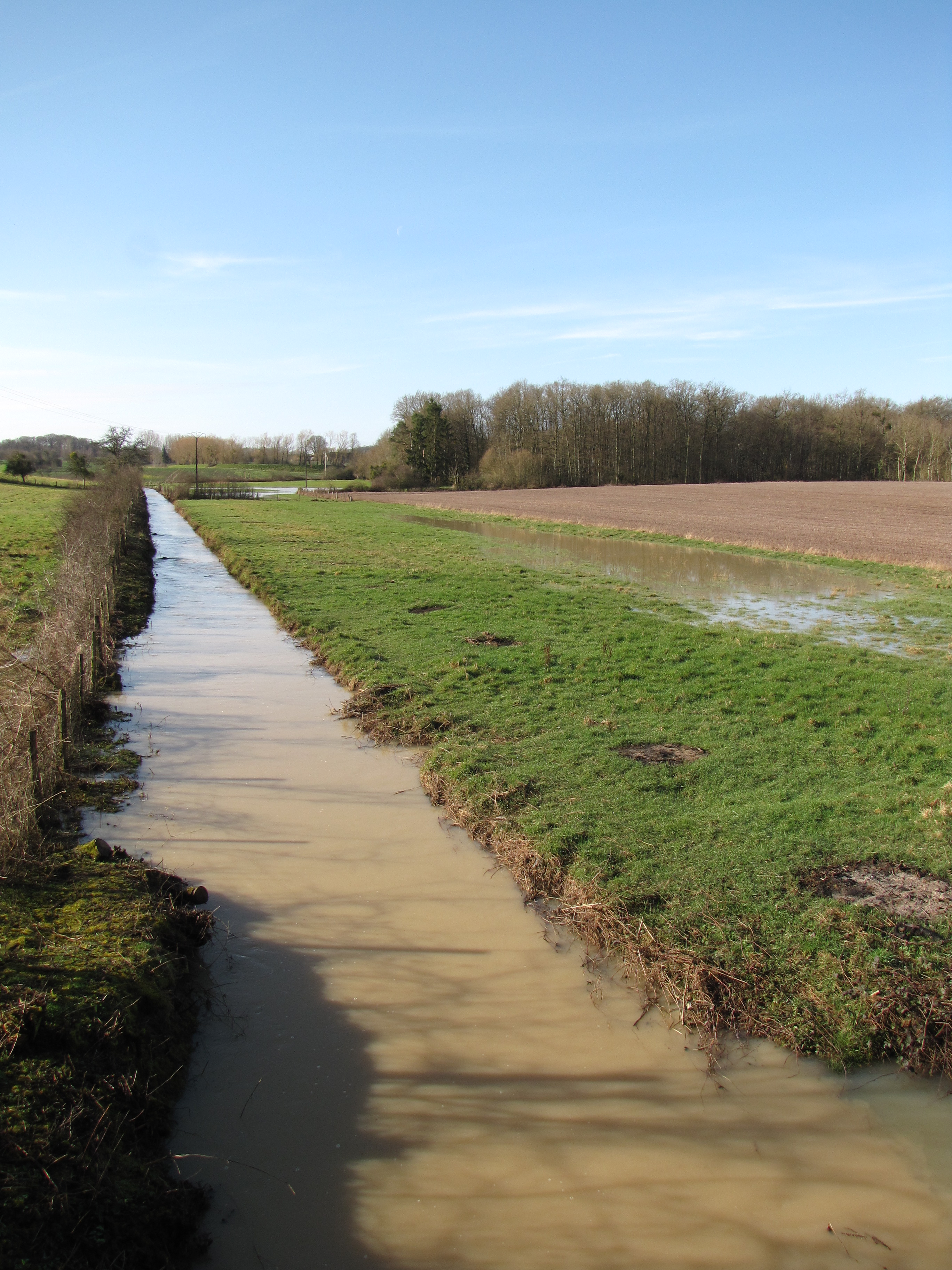
Marchais-Beton, pont de la D 57 (amont), 23 février 2014, champ détrempé.
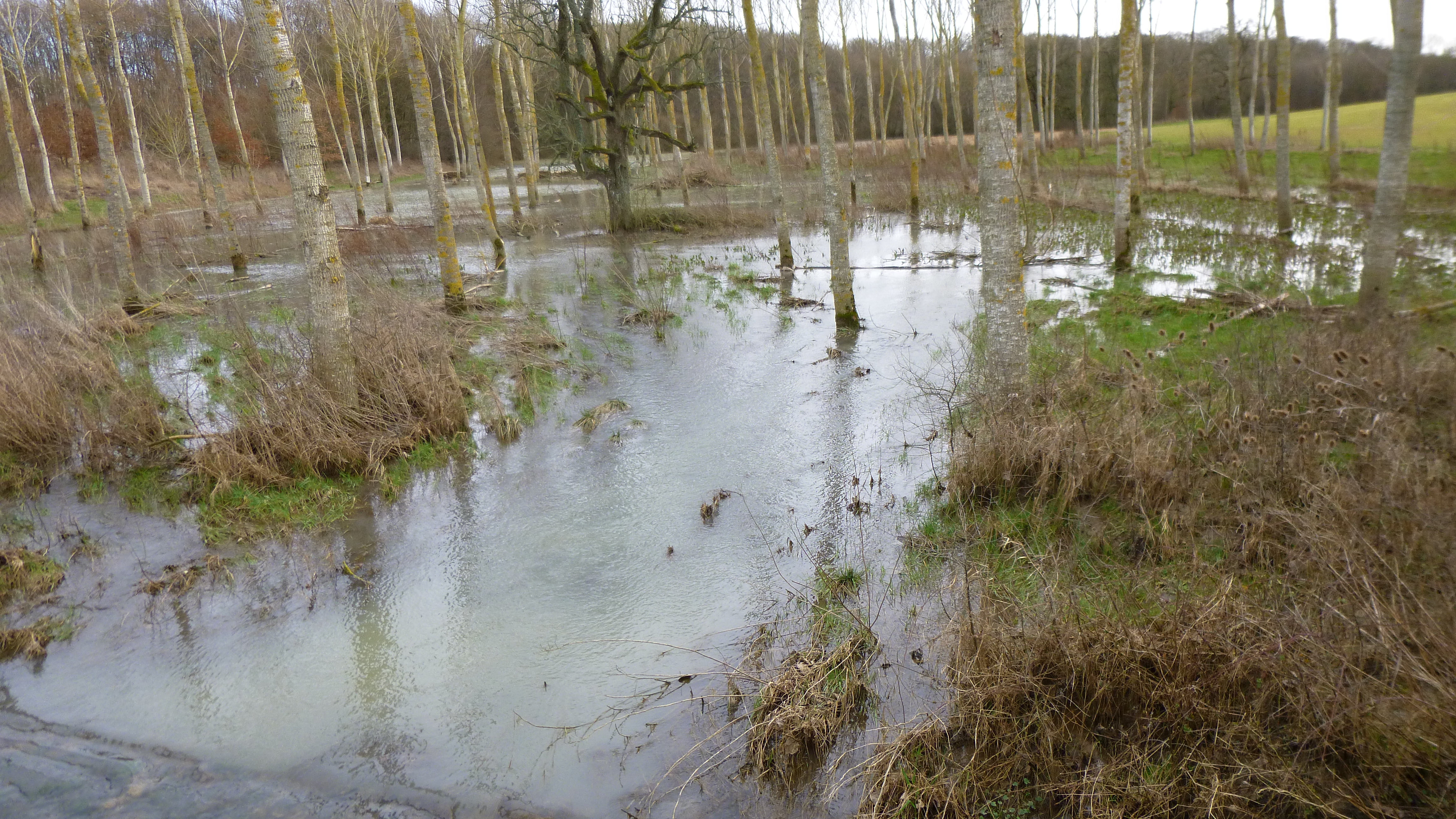
Chambeugle, pont de la D 16, vue vers l'amont, 12 février 2014, inondations saisonnières d'une année très mouillée...
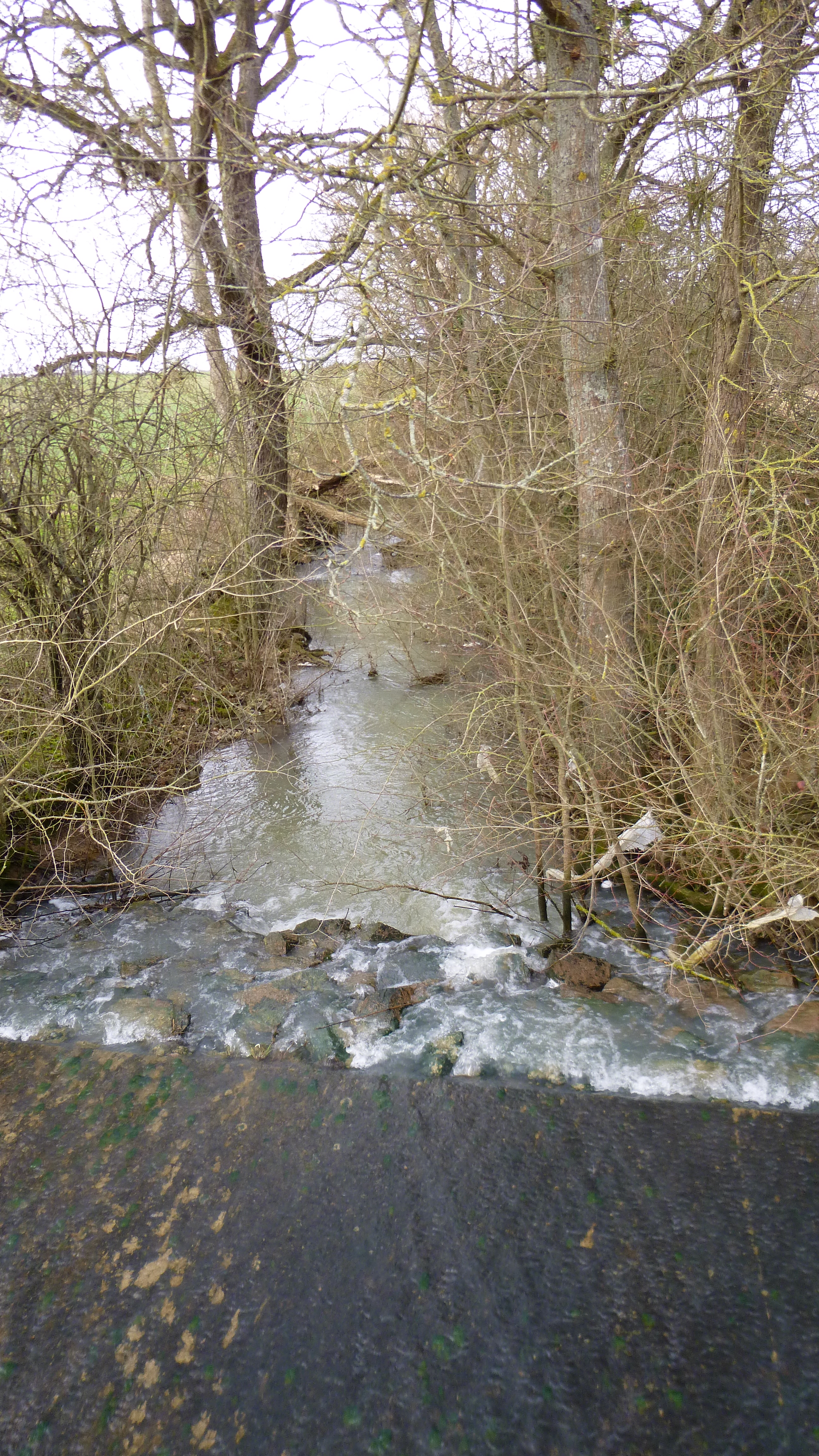
... vue vers l'aval, même pont, même jour.